# Dolný Kubín
Dolný Kubín (em húngaro: Alsókubin; alemão: Unterkubin) é uma cidade da Eslováquia, situada no distrito de Dolný Kubín, na região de Žilina. Tem 55,05 km² de área e sua população em 2018 foi estimada em 18.821 habitantes.

## Demografia
| Ano:        | 1994   | 2004   | 2014   | 2024   |
| ----------- | ------ | ------ | ------ | ------ |
| Broj ljudi: | 19 464 | 19 883 | 19 291 | 17 540 |
| Razlika:    |        | +2,15% | -2,97% | -9,07% |

| Ano:               | 2023   | 2024   |
| ------------------ | ------ | ------ |
| Número de pessoas: | 17 600 | 17 540 |
| Diferença:         |        | -0,34% |